# Тарикат
Вижте пояснителната страница за други значения на Тарикат.
Тарикат (на арабски: طريقة – тарика(та), „път“) или сулюк в суфизма е школа за духовно извисяване и мистично познаване на истината. Терминът се използва в Корана.
Последователите на определена школа се организират в едноименни тарикатлъци (ордени). По-късно терминът „тарикат“ започва да се използва за обозначаване и на самите последователи, не само на школата.
Тарикатът изповядва аскетизъм с цел духовно извисяване и преборване със своите страсти. През ХІ век тарикатите се обединяват около свой духовен учител. Центрове на многобройните тарикати, най-вече в Анатолия, са рибати, текета и завии, т.е. килии.
Тарикатите проповядват по пътя към истината и знанието духовното пречистване и преданост към Аллах. Суфите тарикати играят важна роля в разпространението на исляма сред народите на Мала Азия, Египет, Централна Азия, Африка и други региони на ислямския свят.
През ХІІ век тарикатите достигат до Китай още преди Марко Поло.